# Red (hudební skupina)
Red (často také R3D), je americká křesťanská rocková skupina z Nashville v Tennessee, založená v roce 2004. Zpěvákem skupiny je Michel Barnes, kytaristou Anthony Armstrong a basistou Randy Armstrong. Jsou známí svým křesťanským rockem, který míchají s dalšími různými prvky jiných stylů, například s alternativním rockem, metalem, nebo hard rockem.
Zprvu hráli v kapele také Jasen Rauch a Andrew Hendrix. Členové se později vystřídali; v roce 2006 byl Hendrix nahrazen Haydenem Lambem, ten odešel v roce 2014 a vystřídal jej Joe Rickard. Přestože Rauch v roce 2009 skupinu opustil, stále jí do roku 2015 pomáhal při skládání písní.
Skupina vydala pět studiových alb: End of Silence (2005), Innocence & Instinct (2009), Until We Have Face (2011), Release the Panic (2013) a Of Beauty And Rage (2015). První dvě alba skupině získaly nominaci na cenu Grammy pro nejlepší rock gospelové album, a Until We Have Faces získalo druhé místo v žebříčku Billboard 200.

## Historie

### Počátky (2004 – 2005)
Skupina Red byla založena dvojčaty (kytaristou Anthonym a basistou Randym) Armstrongovými, zpěvákem Michaelem Barnesem, bubeníkem Andrew Hendrixem a kytaristou Jasen Rauchem. Dle brožury u alba End of Silence byl Rauch hlavním skladatelem.
Red podepsali smlouvu s nezávislou produkční společností Roba Gravese. Po nahrání několika demo singlů se kapela zapsala pod vydavatele od Sony BMG, Essential Records. Po Hendrixovu odchodu z kapely skupina po dlouhém hledání vybrala Haydena Lamba (dvojče původního kytaristy skupiny Paramore, Huntera Lamba). Pro debutové album End Of Silence byl po dobrých zkušenostech jako producent zvolen znovu Rob Graves.
Když byli tázáni, zda jsou křesťanskou skupinou, Anthony Armstrong odpověděl: „Jsme křesťané v kapele, ale pokud lidé říkají, že jsme křesťanská kapela, tak se za to nestydíme.“
V rozhovoru s Always Acoustic mluvil Jasen Rauch o významu názvu kapely. Prý to není žádná zkratka, je to jednoduše Red, a nápad byl Hendrixův.
Kapela je velice známá pro svá energická živá vystoupení, kterých bylo od vydání End of Silence přes dva tisíce. Kopií tohoto alba a alba Innocence & Instinct dohromady prodali přes 700 000. Red občas nabízí lístky na Acoustic Experience, což fanouškům umožňuje navštívit turné bus kapely a poslechnout si akustické verze dříve, než vystoupí na hlavní show.

### End of Silence(2006 – 2008)
Debutové album kapely bylo vydáno v roce 2006 a bylo nominováno při 49. ročníku Grammy v kategorii nejlepší Rock Gospelové. První singl alba („Breathe Into Me“) vystřelil na 15. pozici v U.S. Mainstream Rock žebříčku a v roce 2007 vyhrál cenu Rock Recorded Song of the Year (Nahraná Rocková Píseň Roku) na 38. výročním předání cen Dove Awards.
Přes rok 2007 byla kapela na turné spolu s kapelami Three Days Grace, Breaking Benjamin a Candlebox. 27. listopadu havarovala dodávka kapely i s přívěsem na I-24. Jednalo se o velkou nehodu a bubeník Hayden Lamb utrpěl zranění ramene, kvůli kterým se nemohl zúčastnit turné.
Na 40. výročním předání Dove Awards vyhráli Red se svou písní „Lost“ hlasování o nejlepší nahranou rockovou píseň.
Píseň „Let Go“ se objevila ve hře Baja 1000 od Activision, a „Pieces“ hrála v traileru filmu Zrození šampióna.

### Innocence & Instinct(2008 – 2010)
Druhé album kapely Innocence & Instinct bylo vydáno 10. února 2009 a v Billboard 200 se objevilo na 15. místě s 39 000 prodanými kopiemi v prvním týdnu vydání. Album se dostalo do vyšších příček, než kde bylo to původní, a od kritiků sklidilo velmi dobrá hodnocení. Během prvního týdne vydání se dostalo také na páté místo v iTunes žebříčku alb všeobecných žánrů.
Album obsahuje deset písní. Tentýž den byla vydána také Deluxe Edice s dalšími čtyřmi nahrávkami navíc, zahrnujíc „Forever“, videoklip k písni „Death Of Me“, fotogalerii a dokumentární video „Making of Innocence & Instinct“, popisující dění v zákulisí během nahrávání alba. Spoluautorem písně „Shadows“ byl Benjamin Burnley.
Když v listopadu 2008 vyšel singl „Fight Inside“, Red se díky němu stali první křesťanskou kapelou v historii Radio & Records, jejíž debutová píseň skončila v žebříčku na prvním místě.
Kapela pro fanoušky na webu uspořádala hru, kde museli hráči hledat skryté webové stránky a hesla. V době kdy byl čas vydání se zobrazila tajná finální stránka, na které byly plakáty, videa a nevydaná píseň.
Album bylo inspirováno bouračkou jejich dodávky s přívěsem na dálnici. Lamb se zranil, což vyústilo k jeho odchodu z kapely a později byl nahrazen Joe Rickardem. Přítel Lamba, hledající novou kapelu po tom co opustil původní kapelu The Wedding.
Rickard byl do té doby pouze studiovým bubeníkem.Skrytý význam klipu „Death of Me“ vysvětlil Randy v interview s NewReleaseTuesday: „Použili jsme dvojčata a dvojníka zpěváka Michaela Barnese jako symbolizaci dvou protikladných sil. Ve videu lze vidět jak je positivní stránka naháněna tou negativní, kdy to ke konci vyústí v souboj. Souboj však nijak neskončí. To protože v životě se neustále s něčím potýkáme, i když na některé věci odpovědi nalezneme.“[zdroj?]
24. září kapela odstartovala své nové stránky, které používá jako hlavní středisko pro komunikaci se svými fanoušky. Chvíli na to kapela na kyte.com oznámila, že Joe je novým členem a Hayden kvůli zraněním a své rodině z kapely odchází. Rauch však stále zůstává s kapelou v kontaktu a pokračuje v psaní písní.
V roce 2009 se kapela vydala na turné se Saving Abel, Pop Evil a Taddy Porter. Na webu potom oznímili, že se vydají na nové turné Nothing and Everything s kapelami Pillar a The Wedding, které začne v lednu 2010. V březnu hráli na turné s Breaking Benjamin, Thousand Foot Krutch a Chevelle.
Dále vyhlásili turné na duben a květen se Skillet a The Letter Black s názvem Awake and Alive Tour, druhá část.
Kapela za album Innocence & Instinct vyhrála cenu pro album roku.

### Until We Have Faces (2010–2012)
Album bylo vydáno v únoru 2011. Kapela vydala skrze facebook teaser video, kde byl na hořícím papíře název alba. Zpěvák oznámil, že producent zůstane stále Rob Graves, podílející se i na dvou předchozích albech. 9. prosince 2010 byly všem fanouškům, kteří zaslali fotku své tváře zaslány kódy, díky kterým si mohli stáhnout píseň „Feed the Machine“ a 6. února byl spuštěn nový web, na kterém byla z fotek vytvořena mozaika. Red se dostali do show Conana O'Briena a předvedli svůj první live výstup v TV a objevili se také v Tonight Show. Album se dostalo na druhou příčku Billboard chart. V polovině února byla „Feed the Machine“ hrána na většině radiostanic. Prodalo se více než 100 000 kopií. „Start Again“ vyhrála ocenění Dove pro nejlepší rockovou píseň 2011.
Red bylo součástí WinterJam lineupu, později spojily síly s Hinder na jejich květnovém All American Nightmare turné. V červnu započali své Kill Th3 Machin3 turné se skupinami Fiasco, Taddy Porter, Red Jumpsuit Apparatus a Evans Blue. V září 2011 se zúčastnili Rock Allegiance turné s Buckcherry, Papa Roach, Puddle of Mudd, P.O.D., Crossfade a Drive A. Po skončení okamžitě zopakovali turné Kill Th3 Machin3, tentokrát s Brian „Head“ Welchem, Echoes the Fall a Icon for Hire. Red byli první kapela co vstoupila do Loudwire's Cage Match Hall of Fame, kde porazili kapely jako Skillet, Seether a Nickelback.
V únoru 2012 byli na turné The Redvolution s Thousand Foot Krutch, Manafest, Nine Lashes a Kiros.
Release the Panic (2012–2014)
10. července 2012, Red oznámili práci na novém albu. Tentokrát byl producentem Howard Benson a vydáno bylo 5. února 2013. Na webu jesusfreakhideout.com se objevil název alba a také potvrzení data vydání.[zdroj?]
Red zahráli na WinterJam 2013 turné spolu s TobyMac, Matthew Westem atd. Red také vydali antologii s názvem Who We Are: The Red Anthology. Dostalo se na 7. příčku Billboard chart se cca 41 000 prodanými kusy.
Joe Rickard skončil své působení v kapele 26. ledna 2014. Dokončil s kapelou remix alba Release the Panic: Re-Calibrated, poté jeho místo zastoupil Dan Johnson
Na albu je 6 písní z alba Release the Panic a taky píseň, která na původním albu nebyla. Vydáno bylo 29. dubna 2014.

### Páté studiové album (2014-současnost)
V lednu oznámili, že se vrátí do studia hned jakmile dokončí turné a začnou pracovat na novém albu. Tentokrát bude producentem opět Rob Graves, který s nimi spolupracoval na prvních třech albech.